# Nun (mitologia)
| W6 · W6 · W6 · pt | n · n · n | A40 |

| W6 · W6 · W6 · pt | n · n · n | A40 |

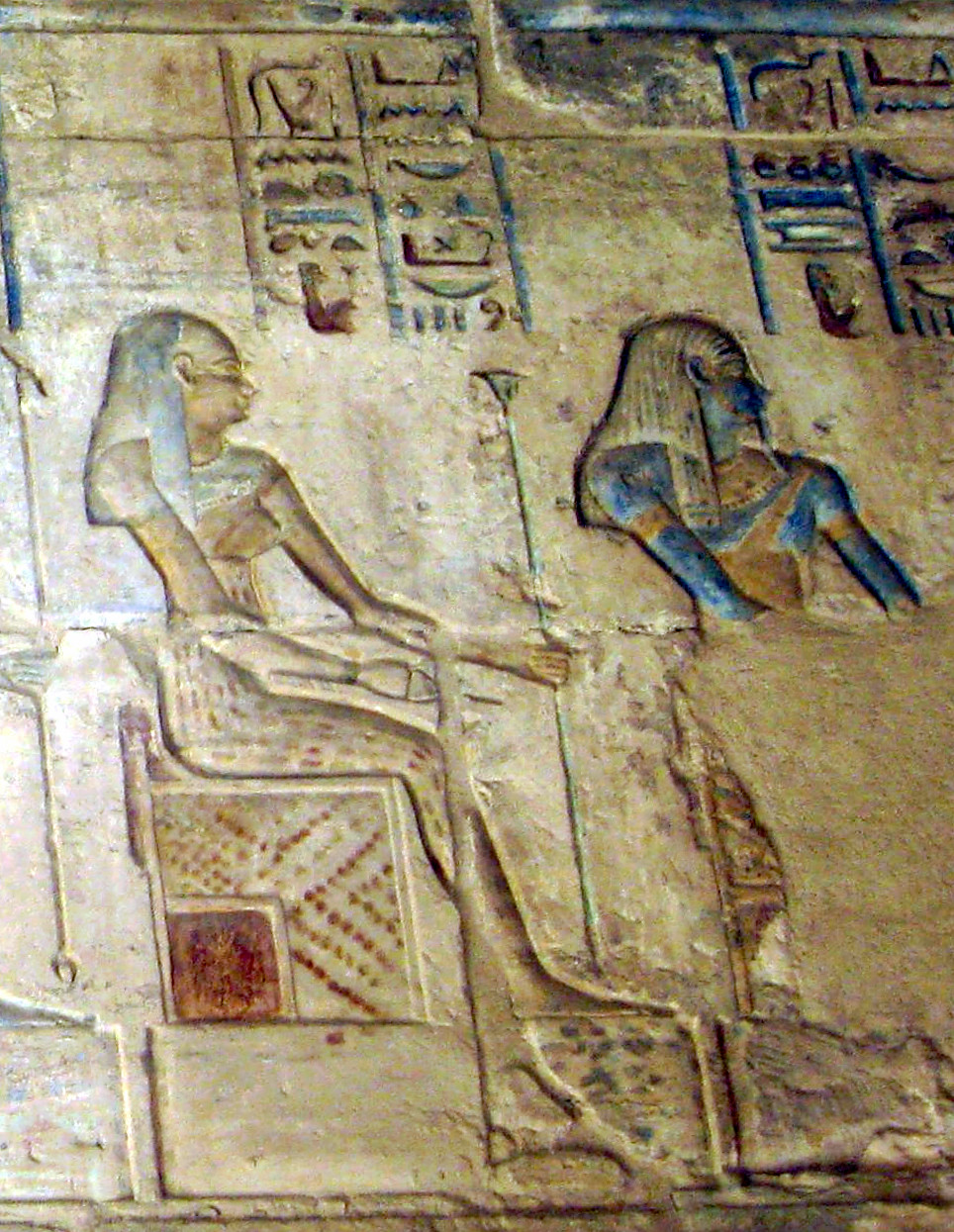
Nun, dio dell'oceano primordiale e Nunet

Nun è una divinità egizia appartenente alla religione dell'antico Egitto ed era la parte maschile dell'oceano primordiale che esisteva prima che venisse creato il mondo conosciuto mentre la parte femminile era rappresentata da Nunet.
Entrambi, secondo la teologia ermopolitana erano una delle coppie primeve che formavano l'Ogdoade ermopolitana. 
Narrano i Testi delle piramidi dell'Antico Regno che da questo Nun emerse Mehetueret, la vacca celeste, portando Ra, il dio del sole, tra le sue corna.
Raffigurato con il corpo umano e la testa di rana, con una coppia di piume sopra la testa, veniva identificato anche nelle acque sotterranee ed a lui erano dovute le piene del Nilo.
Appare chiaro che, per un popolo così legato all'inondazione annuale del Nilo, il tutto doveva essere nato dalle acque ed è proprio dal Nun, come avveniva nella realtà per sedimentazioni successive del fertile limo, che sarebbe nata la "collina primordiale", Tatenen, ove poi sorgerà Ermopoli.
Secondo la teologia eliopolitana, su questo monte sarebbe nato il fiore di loto da cui sarebbe scaturito Atum, il Dio primigenio "che creò se stesso" e che per masturbazione o, secondo un'altra versione, per espettorazione avrebbe dato vita alla coppia Shu e Tefnut, rispettivamente l'aria e l'umidità (non la pioggia). 
Da questi due Dei nasceranno Geb, la terra (principio maschile) e Nut, il cielo (principio femminile) che, a loro volta, daranno vita ad Osiride, Iside, Nephtys e Seth. I primi due, Osiride ed Iside, costituiranno la coppia fertile, mentre gli altri due fratelli, Nephtys e Seth, costituiranno la coppia sterile e, non a caso, mentre Osiride sarà indicato come il Dio buono, motore della rigenerazione stagionale della terra Nera (anche dopo la morte), a Seth sarà assegnata la protezione sulla terra Rossa, ovvero il Deserto.
Nella tomba di Ramses VI la barca di Ra è trainata verso "Colui che è nell'abisso" ed è raffigurato mentre regge la barca solare che trasporta Khepri e gli dei primigeni che avevano dato inizio alla creazione del mondo.
La simbologia identifica, sotto la barca, le acque primeve e sopra, l'alba del primo giorno del tempo che comincia ad esistere.